# Juvencio Osorio Maldonado
Juvencio Osorio Maldonado   (Asunción, 1 de juny de 1950 - Asunción, 10 de març de 2023) fou un futbolista paraguaià de la dècada de 1970.

## Trajectòria
Era un centrecampista que destacava per la seva tècnica exquisida i per ésser un gran distribuïdor de joc. La seva principal carència era el seu físic. Començà a destacar al club Cerro Porteño d'Asunción, on jugà entre 1971 i 1975. Aquest any fou traspassat al RCD Espanyol, on ja hi jugaven molts compatriotes com Luis César Ortiz Aquino o Roberto Cino. A l'Espanyol hi jugà durant quatre temporades, fins al 1979, amb més de 100 partits de lliga disputats i 11 gols marcats, a més de 6 partits europeus. Un cop marxà de Barcelona retornà al seu club d'origen, el Cerro, on jugà fins al 1981.
Fou 12 cops internacional amb la selecció del Paraguai, amb la qual marcà dos gols.
Un cop es retirà del futbol en actiu fou entrenador a les categories inferiors de Cerro Porteño amb notable èxit. Va fer campions a tots els equips inferiors del club. També arribà a entrenar equips professionals com l'Ypacaraí.